# Dynastie (série télévisée, 1981)
Pour les articles homonymes, voir Dynastie (homonymie) et Dynasty.
Cet article concerne le feuilleton de 1981. Pour le reboot de 2017, voir Dynastie (série télévisée, 2017).
Dynastie 2 : Les Colby
Dynastie (Dynasty) est un feuilleton télévisé américain en 220 épisodes de 45 minutes, créé par Esther Shapiro et Richard Shapiro et diffusé entre le 12 janvier 1981 et le 11 mai 1989 sur le réseau ABC et en simultané sur le réseau CTV puis Global au Canada.
En Belgique et au Luxembourg, le feuilleton a été diffusé sur RTL Télévision dès 1982. En France, les six premières saisons ont été diffusées à partir du 5 septembre 1983 sur FR3. La diffusion s'est ensuite poursuivie dès le 2 septembre 1987 sur M6. Par la suite, il a été rediffusé sur plusieurs chaînes dont France 3, TF1, Jimmy ou encore Téva. 
Au Québec, il a été diffusé à partir du 17 septembre 1984 sur le réseau TVA et rediffusé au début des années 2000 sur TQS puis dans les années 2010 sur Prise 2.
Après neuf saisons, le feuilleton s'achève officiellement avec la mini-série Dynastie : La Réunion, diffusée entre le 20 octobre et le 22 octobre 1991 sur ABC.
Le feuilleton a donné naissance à une série dérivée : Dynastie 2 : Les Colby, diffusé entre 1985 et 1987 et à un reboot : Dynastie, diffusé depuis 2017.

## Synopsis
Ce feuilleton relate la vie de la riche et puissante famille Carrington, à Denver dans l'État du Colorado aux États-Unis. Il résume à lui seul le style et le contenu des soap operas américains des années 1980, des programmes dans lesquels les personnages principaux riches et puissants sont confrontés à des personnages extérieurs tout aussi riches et puissants ou qui cherchent à le devenir par tous les moyens.

## Distribution

### Personnages principaux
- John Forsythe (VF : Jean-Claude Michel) : Blake Carrington (saisons 1 à 9) (réunion)
- Linda Evans (VF : Annie Sinigalia puis Michèle Grellier) : Krystle Grant Jennings Carrington (saisons 1 à 9) (réunion) / Rita Lesley (récurrente saison 6, invitée saison 5)
- Joan Collins (VF : Michèle Bardollet) : Alexis Morell Carrington (saisons 2 à 9) (réunion)
- Pamela Sue Martin (VF : Catherine Lafond) (saisons 1 à 4) puis Emma Samms (VF : Brigitte Morisan) (saisons 5 à 9 et réunion) : Fallon Carrington Colby (saisons 1 à 4, 8 et 9, récurrente saisons 6, invitée saisons 5 et 7) (réunion)
- John James (VF : Yves-Marie Maurin) : Jeff Colby (saisons 1 à 5, 8 et 9, récurrent saisons 6 et 7) (réunion)
- Al Corley (VF : François Leccia) (saisons 1, 2 et Réunion) puis Jack Coleman (VF : François Leccia) (saisons 3 à 8) : Steven Carrington (saisons 1 à 8) (réunion)
- Pamela Bellwood (VF : Joëlle Fossier) : Claudia Blaisdel Carrington (saisons 1, 2 et 4 à 6, récurrente saison 3)
- Heather Locklear (VF : Séverine Morisot puis Dominique Dumont) : Sammy Jo Carrington (saisons 6 à 9, récurrente saisons 2, 4 et 5, invitée saison 3) (réunion)
- Gordon Thomson (VF : Patrick Poivey) (saison 3 à 9) puis Robin Sachs (réunion) : Adam Carrington (saisons 3 à 9) (réunion)
- Kathleen Beller (VF : Nadine Delanoë) : Kirby Anders (saisons 3 et 4) (réunion)
- Michael Nader (VF : Jean-Pierre Dorat puis Jean Roche) : Dex Dexter (saisons 4 à 9)
- Diahann Carroll (VF : Julia Dancourt) : Dominique Deveraux (saisons 4 à 7)
- Catherine Oxenberg (VF : Francine Lainé) (saisons 5 et 6) puis Karen Cellini (VF : Ysabelle Lacamp) (saison 7) : Amanda Carrington (saisons 5 à 7)
- Stephanie Beacham (VF : Liliane Patrick) : Sable Colby (saison 9, invitée saison 6)

### Personnages secondaires
- Katy Kurtzman (VF : Martine Régnier) : Lindsay Blaisdel (saison 1)
- Bo Hopkins (VF : Jacques Ferrière) : Matthew Blaisdel (saison 1, invité saisons 7 et 8)
- Dale Robertson (VF : Marc de Georgi) : Walter Lankershim (saison 1)
- Lee Bergere (VF : René Bériard) : Joseph Anders (saisons 2 à 4, récurrent saison 1)
- Lloyd Bochner (VF : Roger Carel) : Cecil Colby (principal saisons 2 et 3, récurrent saison 1)
- James Farentino (VF : Bernard Murat) : Dr Nick Toscanni (saison 2)
- Geoffrey Scott (VF : Marc de Georgi) : Mark Jennings (saisons 3 et 4)
- Deborah Adair (VF : Marion Game) : Tracy Kendall (saison 4)
- Helmut Berger (VF : Jacques Bernard) : Peter de Vilbis (saison 4)
- Billy Dee Williams (VF : Greg Germain) : Brady Lloyd (saison 5)
- Michael Praed (VF : Jean-Pierre Leroux) : le prince Michael de Moldavie (saisons 5 et 6)
- Ali MacGraw (VF : Régine Blaess) : Ashley Mitchell (invitée saison 5)
- Rock Hudson (VF : Marc Cassot) : Daniel Reece (invitée saison 5)
- Ken Howard (VF : Serge Bourrier) : Garrett Boydston (récurrent saisons 5 et 6)
- Maxwell Caulfield (VF : Philippe Catoire puis Régis Reuilhac) : Miles Colby (récurrent saison 5) (réunion)
- Christopher Cazenove (VF : Gérard Dessalles) : Ben Carrington (saisons 6 et 7)
- George Hamilton (VF : Patrice Keller) : Joel Abrigore (saison 6)
- Kate O'Mara (VF : Monique Morisi) : Caress Morrell (saisons 6 et 7)
- Ricardo Montalban (VF : Albert Augier) : Zachary Powers (récurrent saisons 6 et 7)
- Ted McGinley (VF : Edgar Givry) : Clay Fallmont (saisons 6 et 7)
- Terri Garber (VF : Marie-Laure Beneston) : Leslie Carrington (saisons 7 et 8)
- Cassie Yates (VF : Monique Martial) : Sarah Curtis (saison 7)
- Leann Hunley (VF : Denise Metmer) : Dana Waring Carrington (saisons 7 à 9)
- James Healy (VF : Michel Dodane) : Sean Rowan (saison 8)
- Tracy Scoggins (VF : Pauline Larrieu) : Monica Colby (saison 9, invitée saison 5)
- Michael Brandon (VF : Hervé Jolly) : Arlen Marshall (réunion)
- Jeroen Krabbe (VF : Sady Rebbot) : Jeremy Van Dorn (réunion)

### Acteurs récurrents
- Peter Mark Richman (VF : Jacques Berthier) : Andrew Laird (saisons 1 à 5)
- Brian Dennehy (VF : Henry Djanik) : Jake Dunham (saisons 1 et 2)
- Christine Belford (VF : Isabelle Ganz) : Susan Farragut (saisons 2 et 3)
- John Saxon (VF : Henry Djanik puis Michel Barbey) : Rashid Ahmed (saisons 2, 4 et 5)
- Paul Burke (VF : Jean-Pierre Delage) : Neal MacVane (saisons 3, 4, 5, 7 et 8)
- Grant Goodeve : Chris Deegan (saisons 3, 4 et 8)
- Bill Campbell (VF : Maurice Sarfati) : Luke Fuller (saisons 5 et 6)
- Susan Scannell (VF : Nadine Delanoë) : Nicole Simpson (saison 5)
- Calvin Lockhart (VF : Pierre Saintons) : Jonathan Lake (saison 6)
- Kevin Conroy (VF : Joël Martineau) : Bart Fallmont (saison 6 et Réunion)
- Troy Beyer (VF : Virginie Ledieu) : Jackie Deveraux (saisons 6 et 7)
- Richard Lawson (VF : Med Hondo) : Nick Kimball (saison 7)
- Tom Schanley (VF : Vincent Ropion) : Josh Harris (saison 8)
- Stephanie Dunnam (VF : Marie-Martine Bisson) : Karen Atkinson (saison 8)
- Christopher Allport (VF : Joseph Falcucci) : Jesse Atkinson (saison 8)
- Ray Abruzzo (VF : Daniel Russo) : Sgt. John Zorelli (saison 9)
- Liza Morrow (VF : Martine Messager) : Virginia Metheny (saison 9)
- Kevin Bernhardt (VF : Jérôme Rebbot) : Tanner McBride (saison 9)
- Ed Marinaro (en) : Creighton Boyd (saison 9)
- William Beckley : Gérard, le majordome (saisons 2, 4 à 9 et Réunion)
- Virginia Hawkins : Janette Robbins (saisons 1 à 9 et Réunion)
- Betty Harford : Hilda Gunnerson (saisons 1 à 8 et Réunion)
- Timothy McNutt puis Ashley Mutrux puis Brandon Blhum : Blake Jeffrey "Blacky" Carrington-Colby Jr (saisons 5, 6, 8, 9 et Réunion)
- Matthew Lawrence puis Jameson Scampley puis Justin Burnette : Steven Daniel "Danny" Carrington Jr (saisons 5 à 9 et Réunion)
- Kimberley and Nicole x puis Cassidy Lewis puis Jessica Player : Krystina Carrington (saisons 7 à 9 et Réunion)

## Épisodes

### Première saison (1981)
1. La Dynastie des Carrington - 1re partie (Oil - Part 1)
2. Tous les coups sont permis - 2e partie (Oil - Part 2)
3. Le Mariage - 3e partie (Oil - Part 3)
4. La Crise (The Honeymoon)
5. Une petite fête entre ennemis (The Dinner Party)
6. Le Contrat (Fallon's Wedding)
7. Une petite vie de couple (The Chauffeur Tells a Secret)
8. Sabotage (The Bordello)
9. Désillusion (Krystle's Lie)
10. Le Grand Jour (The Necklace)
11. Querelle de famille (The Beating)
12. L'Anniversaire (The Birthday Party)
13. La Transaction (The Separation)
14. Le Procès (Blake Goes to Jail)
15. Le Témoin surprise (The Testimony)

### Deuxième saison (1981-1982)
1. Alexis (Enter Alexis)
2. Le Calme avant la tempête (The Verdict)
3. Sauvez-moi docteur (Alexis' Secret)
4. L'Accident (Fallon's Father)
5. L'Oiseau bleu (Reconciliation)
6. Rien ne va plus (Viva Las Vegas)
7. La Malédiction (The Miscarriage)
8. Les Affaires sont les affaires (The Mid-East Meeting)
9. La Ville éternelle (The Psychiatrist)
10. Un joyeux retour (Sammy Jo and Steven Marry)
11. Angoisse (The Car Explosion)
12. Soupçons (Blake's Blindness)
13. L'Audience (The Hearing)
14. Le Syndrome de Iago (The Iago Syndrome)
15. La Réception (The Party)
16. Naissance prématurée (The Baby)
17. Mère et fils (Mother and Son)
18. L'Arme (The Gun)
19. Les Indices (The Fragment)
20. L’Écroulement (The Shakedown)
21. Les Deux princes (The Two Princes)
22. Les Falaises (The Cliff)

### Troisième saison (1982-1983)
1. La Maladie (The Plea)
2. Le Toit (The Roof)
3. Les Grands serments (The Wedding)
4. Le Testament (The Will)
5. L'Enquête (The Siblings)
6. Mark (Mark)
7. Kirby (Kirby)
8. Pile ou face (La Mirage)
9. Acapulco (Acapulco)
10. Une vieille histoire (The Locket)
11. Les Recherches (The Search)
12. Samantha (Samantha)
13. Danny (Danny)
14. Folie (Madness)
15. Deux allers pour Haïti (Two Flights To Haiti)
16. Le Miroir (The Mirror)
17. Chargez (Battle Lines)
18. Rendez-vous à Singapour (Reunions in Singapore)
19. Pères et fils (Fathers and Sons)
20. La Jeune mariée (The Downstairs Bride)
21. Le Vote (The Vote)
22. Le Dîner (The Dinner)
23. La Menace (The Threat)
24. Les Heures supplémentaires (The Cabin)

### Quatrième saison (1983-1984)
1. L'Arrestation (The Arrest)
2. Le Bungalow (The Bungalow)
3. La Lettre posthume (The Note)
4. L'Audience – 1re partie (The Hearing - Part 1)
5. L'Audience – 2e partie (The Hearing - Part 2)
6. Tendre amitié (Tender Comrades)
7. Tracy (Tracy)
8. Dexter (Dex)
9. Peter De Vilbis (Peter De Vilbis)
10. Les Grandes déclarations (The Proposal)
11. Carrousel (Carousel)
12. Enfin heureux (The Wedding)
13. La Loi, c'est la loi (The Ring)
14. Lancelot (Lancelot)
15. Le Grand amour (Seizure)
16. Une si petite fille (A Little Girl)
17. Cela devait arriver (The Accident)
18. Service de sécurité (The Vigil)
19. Progression (Steps)
20. La Voix – 1re partie (The Voice - Part 1)
21. La Voix – 2e partie (The Voice - Part 2)
22. La Voix – 3e partie (The Voice - Part 3)
23. La Grande fête (Birthday)
24. L'Heure des comptes (The Check)
25. Une deuxième chance (The Engagement)
26. L'Inconnue dans la ville (New Lady in Town)
27. Une erreur judiciaire (The Nightmare)

### Cinquième saison (1984-1985)
1. La Disparition (Disappearance)
2. L'Hypothèque (The Mortgage)
3. Fallon (Fallon)
4. Un secours inattendu (The Rescue)
5. L’Épée de la justice (The Trial)
6. Le Verdict (The Verdict)
7. Amanda (Amanda)
8. Le Secret (The Secret)
9. Intrigues domestiques (Domestic Intrigue)
10. Krystina (Krystina)
11. La Bourrasque (Swept Away)
12. Les Vacances (That Holiday Spirit)
13. La Vengeance (The Avenger)
14. La Surprise (The Will)
15. Le Trésor (The Treasure)
16. Relations étrangères (Foreign Relations)
17. Les Triangles (Triangles)
18. Une grande soirée (The Ball)
19. Question de preuve (Circumstantial Evidence)
20. Moments difficiles (The Collapse)
21. Vie et mort (Life and Death)
22. Le Consentement (Parental Consent)
23. La Dernière ligne droite (Photo Finish)
24. Le Drame (The Crash)
25. Réconciliation (Reconciliation)
26. Une belle garce (Sammy Jo)
27. Complications (Kidnap)
28. L'Héritière (The Heiress)
29. Mariage royal (Royal Wedding)

### Sixième saison (1985-1986)
1. Le Bilan (The Aftermath)
2. Le Retour (The Homecoming)
3. Les Californiens (The Californians)
4. La Menace (The Man)
5. La Robe (The Gown)
6. Les Titans – 1re partie (The Titans - Part 1)
7. Les Titans – 2e partie (The Titans - Part 2)
8. La Décision (The Decision)
9. La Demande (The Proposal)
10. Complications (The Close Call)
11. Querelles (The Quarrels)
12. Rencontre surprise (The Roadhouse)
13. La Solution (The Solution)
14. Soupçons (Suspicions)
15. L'Alarme (The Alarm)
16. Le Garde (The Vigil)
17. Fatalité (The Accident)
18. Souvenirs (Souvenirs)
19. Le Divorce (The Divorce)
20. La Rupture (The Dismissal)
21. Ben (Ben)
22. Mascarade (Masquerade)
23. Veillée d'armes (The Subpoenas)
24. Les Fils ennemis – 1re partie (The Trial - Part 1)
25. Les Fils ennemis – 2e partie (The Trial - Part 2)
26. Justice est faite (The Vote)
27. L'Avertissement (The Warning)
28. Le Cri (The Cry)
29. L'Engrenage (The Rescue)
30. Machiavélisme (The Triple-Cross)
31. La Chute (The Choice)

### Septième saison (1986-1987)
1. La Victoire (The Victory)
2. Dans les mailles du filet (Sideswiped)
3. Mise au point (Focus)
4. La Récompense (Reward)
5. La Réhabilitation (The Arraignment)
6. Romance (Romance)
7. La Mission (The Mission)
8. Le Choix (The Choice)
9. Le Secret (The Secret)
10. La Lettre (The Letter)
11. Le Bal de l'impératrice (The Ball)
12. La Peur du passé (Fear)
13. Un soupçon de vérité (The Rig)
14. Une ancienne histoire d'amour – 1re partie (A Love Remembered - Part 1)
15. Une ancienne histoire d'amour – 2e partie (A Love Remembered - Part 2)
16. Le Portrait (The Portrait)
17. Un grand jour (The Birthday)
18. Le Dernier recours (The Test)
19. Les Mères (The Mothers)
20. L'Opération (The Surgery)
21. Le Garage (The Garage)
22. La Douche (The Shower)
23. Une si belle robe (The Dress)
24. Valez (Valez)
25. La Manipulation (The Sublet)
26. La Confession (The Confession)
27. Coup de cœur (The Affair)
28. Jeux d'ombres (Shadow Play)

### Huitième saison (1987-1988)
1. Le Siège – 1re partie (The Siege - Part 1)
2. Le Siège – 2e partie (The Siege - Part 2)
3. Une importante décision (The Aftermath)
4. Le Candidat (The Announcement)
5. Le Suppléant – 1re partie (The Surrogate - Part 1)
6. Le Suppléant – 2e partie (The Surrogate - Part 2)
7. L’Élection (The Primary)
8. Tentations (The Testing)
9. La Révélation (The Setup)
10. La Fête (The Fair)
11. Les Destructeurs (The New Moguls)
12. Le Gâchis (The Spoiler)
13. Un beau sabotage (The Interview)
14. Images (Images)
15. L'Attentat (The Rifle)
16. Le Bracelet (The Bracelet)
17. Le Serpent (The Warning)
18. Le Fils d'Adam (Adam's Son)
19. Une chaude affaire (The Scandal)
20. Un procès surprenant (The Trial)
21. Un avenir moins sombre (The Proposal)
22. La Roulette du Colorado (Colorado Roulette)

### Neuvième saison (1988-1989)
1. Verre brisé (Broken Krystle)
2. Un soupçon de doute (A Touch of Sable)
3. Le Grand retour (She's Back)
4. De nouveaux problèmes (Body Trouble)
5. Alexis en fait de belles (Alexis in Blunderland)
6. Chaque photo a son histoire (Every Picture Tells a Story)
7. Les Derniers vivants (The Last Hurrah)
8. Le Grand mariage (The Wedding)
9. Un certain doigté (Ginger Snaps)
10. Une nouvelle aventure (Delta Woe)
11. Des cadavres à échanger (Tankers, Cadavers to Chance)
12. Table rase (All Hands on Dex)
13. Virginie (Virginia Reels)
14. La Chute d'Adam (House of the Falling Son)
15. Un fils indigne (The Son Also Rises)
16. Crimes et châtiments (Grimes and Punishment)
17. Péchés de jeunesse (Sins of the Father)
18. Un enregistrement de valeur (Tale of the Tape)
19. Pas de quoi fouetter un chat (No Bones About It)
20. Place au fils (Here Comes the Son)
21. Image du passé (Blasts From the Past)
22. La Cachette (Catch 22)

### Mini-série:La Réunion(1991)
Dynastie : La Réunion (Dynasty: The Reunion) est une mini-série en deux parties réalisé par Irving J. Moore avec, dans les rôles principaux, John Forsythe, Linda Evans, Joan Collins, John James, Heather Locklear et Emma Samms. Al Corley reprend le rôle de Steven Carrington qu'il avait abandonné en 1982.

## Autour de la série
- Initialement, le célèbre producteur Aaron Spelling avait imaginé un concept dans lequel des caméras cachées espionneraient la vie des riches, et en a fait un feuilleton télévisé.
- On apprendra, par l'actrice Joan Collins, qu'avant son arrivée, la série était sur le point d'être annulée. L'actrice révèle les rancœurs de ses co-stars à son égard[5].
- Une première version de l'épisode pilote avait d'abord accordé le rôle Blake Carrington à George Peppard[6] qui, notamment à cause de différends artistiques, fut finalement remplacé en cours de tournage par John Forsythe, vieil habitué des productions Aaron Spelling.
- La première saison de la série tentait une mise en parallèle aussi réaliste que possible du destin fastueux de magnats du pétrole (les familles Carrington et Colby) avec celui plus modeste de personnages issus de la classe moyenne (les Blaisdel et Krystle Jennings, la secrétaire qui épouse son patron). Constatant néanmoins le manque d'intérêt pour ces derniers (à l'exception de la transfuge Krystle et de la névrosée Claudia Blaisdel) par un public nettement plus avide d'intrigues en milieu aisé, la seconde saison abandonna cette double approche pour se concentrer sur la riche famille Carrington. Ce virage scénaristique coïncide avec l'entrée en scène du personnage qui consacrera le succès de la série : l'emblématique et iconique Alexis (ex-Carrington et future Colby), interprétée par la comédienne anglaise Joan Collins. À noter par ailleurs que le personnage central du patriarche Blake Carrington (joué par John Forsythe), d'abord montré comme borné, machiavélique et parfois même cruel, s'adoucira considérablement dès l'arrivée de cette dernière.
- Exception faite de quelques vétérans de la télévision ou du cinéma tels que John Forsythe, Linda Evans ou Dale Robertson, la plupart des acteurs de la première saison étaient des inconnus ou presque (notamment Pamela Sue Martin, Al Corley ou John James) avant que le feuilleton n'en fasse des vedettes grâce à son immense succès. Cette célébrité s'éteindra pour la plupart d'entre eux avec la fin du feuilleton, sauf pour Heather Locklear.
- Après l'arrivée de Joan Collins et le succès de la saga, qui s'est totalement dégagée de son carcan réaliste des débuts, les invités célèbres vont se succéder : James Farentino, Diahann Carroll, George Hamilton, Rock Hudson (sa toute dernière apparition), Helmut Berger ou Ali McGraw et même Henry Kissinger et l'ex-président Gerald Ford dans l'épisode Carrousel (saison 4).
- Le charme de Dynastie tient principalement à celui de ses interprètes : Patrick Macnee a avoué vouloir ressembler à John Forsythe tandis que Linda Evans et Joan Collins sont devenues des références pour toute une génération (Clair de lune, Friends, Une nounou d'enfer leur ont explicitement rendu hommage).
- Par la suite, l'humanité des personnages se dilue dans un excès de luxe et d'intrigues plus ou moins réalistes : la famille Carrington compte à l'origine deux enfants, Steven et Fallon. Après la mort de Steven, un autre fils, Adam fait son entrée en scène avant que Steven ne revienne d'entre les morts (sous les traits d'un autre acteur). Le même phénomène se produit avec Fallon, remplacée par une autre sœur, Amanda, avant de ressusciter. À noter par ailleurs que les quatre enfants Carrington ont tous été incarnés par deux acteurs différents. De nouveaux membres de la famille Carrington font leur apparition au fil des saisons sans qu'il n'en ait été fait mention précédemment : Ben, le frère de Blake, ainsi que Caress, la sœur d'Alexis, auxquels s'ajoutent Dominique, une demi-sœur arrivée en cours de route, et une famille entière de Colby est même créée pour Jeff (base du lancement du spin-off de la série, Les Colby). Le personnage le plus humain et fragile de la série, Claudia, rescapée de la première saison, perd toute son humanité en épousant successivement les deux fils Carrington avant de s'attaquer directement à Blake, qui l'avait pourtant accueillie chez lui. Krystle se dédouble pendant presque une saison entière en rousse Rita et la série sombre dans le ridicule avec l'enlèvement de Fallon par des extra-terrestres.
- Reste des moments forts, notamment les affrontements entre Alexis et Krystle, une représentation nouvelle de l'homosexualité à travers le personnage de Steven (Blake tue l'amant de son fils et un procès en homophobie lui est intenté), ainsi qu'une esthétique marquante (la somptueuse villa Filoli, les robes de Nolan Miller), et un gimmick amusant : Alexis qui ne se rappelle jamais les prénoms de ses ravissants secrétaires.

- Alors que TF1 détenait les droits de Dallas depuis plusieurs années, FR3 a rapidement acheté ceux de Dynastie qu’elle a programmé en fin d’après-midi à 18 h, suivant les régions. FR3 en effet a voulu faire de ce feuilleton inédit le fer de lance de ses nouveaux décrochages régionaux de fin de journée (17 h/20 h). Ainsi, le 5 septembre 1983, la région Aquitaine a droit au premier épisode de Dynastie, tandis que Marseille et Paris ont dû attendre le 10 septembre… Une programmation chaotique qui n’a jamais permis à la série de connaitre un vrai succès en France. Le samedi 4 février 1984, FR3 rediffuse Dynastie en primetime. Le feuilleton basculera à 22 h 5 le même jour de la semaine dès le 29 septembre de la même année[7].
- Gordon Thomson révèle au Dailybeast à l'occasion du reboot de la série son homosexualité estimant à son âge ne plus avoir à se cacher [8], cette orientation sexuelle  fut largement abordée au cours de la série .